# Taphophoyx hodgei
Taphophoyx hodgei — викопний вид пеліканоподібних птахів родини чаплевих (Ardeidae), що існував у пізньому міоцені в Північній Америці. Описаний у 2019 році.

## Скам'янілості
Рештки чаплі вииявлені у місцезнаходженні Монтбрук в окрузі Леві у штаті Флорида. Знайдено повний коракоїд і майже повна лопатка.

## Назва
Taphophoyx походить від грецьких слів taphos, що означає «могила», і phoyx, що означає «чапля». Перша половина назви Taphophoyx вказує на велику концентрацію скам’янілостей гомфотерієвих у Монбруку, що робить це місце палеоеквівалентом «кладовища слонів».
Назва виду T. hodgei на честь пана Едді Годжа, який був дуже щедрим до Флоридського музею природної історії, надавши матеріально-технічну допомогу та надавши дозвіл на розкопки та вивчення скам’янілостей, знайдених на його землі.

## Таксономія
Філогенетична спорідненість T. hodgei недостатньо визначена. Вважається, що його найближчими родичами є тигрові чаплі Tigrisoma або човнодзьоба чапля Cochlearius cochlearius (обидва неотропічні), значною мірою на основі кількох спільних ознак facies articularis clavicularis і facies articularis humeralis. Тим не менш, коракоїд Taphophoyx має унікально помітну facies articularis humeralis і унікальну грудинно-вентральну поверхню corpus coracoidei. 
Усі 21 таксон птахів, що зареєстровані до цього моменту в Монтбруку (переважно водні форми, такі як лебеді, качки, гуси, пірникози, баклани, ібіси, кулики тощо), ймовірно, представляють вимерлі види, хоча Taphophoyx hodgei є єдиним, який належить до вимерлого роду.